# شهرستان قره‌سای
شهرستان قره‌سای (به قزاقی: Қарасай ауданы، قاراساي اۋدانى) یک شهرستان در قزاقستان است که در استان آلماتی واقع شده‌است.

## خصوصیات
شهرستان قره‌سای ۲٬۳۰۰ کیلومترمربع مساحت و ۲۸۰٬۹۳۹ نفر جمعیت دارد.